# لوتن (آیووا)
لوتن (به انگلیسی: Luton) یک منطقهٔ مسکونی در ایالات متحده آمریکا است که در آیووا واقع شده‌است. لوتن ۳۷۰ نفر جمعیت دارد.